# Synagoga w Przasnyszu
Synagoga w Przasnyszu – zbudowana w 1886 roku przy ul. Berka Joselewicza (daw. ul. Bydlęcej), po zamknięciu przez władze rosyjskie starej, drewnianej synagogi. Synagoga została uszkodzona w wyniku I wojny światowej, odbudowano ją w nieco zmienionej formie. W 1939 roku, została zniszczona przez hitlerowców.